# Puchuncaví
Puchuncaví ist eine Stadt und Gemeinde in der Provinz Valparaíso in der Región de Valparaíso in Chile. Bei der Volkszählung im Jahr 2017 hatte sie 18.546 Einwohner. Die Gemeinde erstreckt sich über eine Fläche von 299,9 km².

## Geschichte
Mit mehr als 500 Jahren ist Puchuncaví eine der ältesten Städte Chiles. Es wird angenommen, dass es sich ursprünglich um eine Inka-Siedlung handelte, die später von den Mapuches besetzt wurde und schließlich zu einer indigenen Siedlung wurde. Es gibt keine genauen Daten zum Ursprung von Puchuncaví, einige archäologische Untersuchungen deuten jedoch auf die Existenz von Ureinwohnersiedlungen in der Gegend von Las Ventanas in der Zeit zwischen 200 und 300 n. Chr. hin. Für den Historiker Benjamín Vicuña Mackenna war die Stadt Puchuncaví einer der Endpunkte des berühmten „Inka-Pfades“, eines Weges, der das zentrale Gebiet Chiles mit Cuzco verband.
Während der spanischen Kolonialisierung war Puchuncaví eine indigene Siedlung, dann ein Pfarrzentrum und erhielt schließlich 1840 den Titel einer Stadt. Unter den größten historischen Sehenswürdigkeiten sticht die alte Pfarrei Nuestra Señora del Rosario hervor, die vor mehr als 300 Jahren erbaut wurde und in der ein wertvolles Archiv der Stadt aus dem Jahr 1691 aufbewahrt wird. Im Jahr 1840 wurde Puchuncaví in die Kategorie Villa erhoben und ab 1883 war es das Oberhaupt der Provinz. Aufgrund mangelnder Eigenfinanzierung hörte die Stadt später auf, ein Provinzzentrum zu sein, und ihre Gemeinde wurde der von Quintero angegliedert. Im Jahr 1925 wurden beide Städte getrennt und gründeten sich unabhängig. Durch einen Präsidialerlass von 1929 wurden jedoch die Gemeinden mit niedrigem Budget aufgelöst, darunter Puchuncaví, das als Unterdelegation von Quintero abhängig war.
Am 13. September 1944 erreichte Puchuncaví durch das vom damaligen Präsidenten Juan Antonio Ríos Morales unterzeichnete Gesetzesdekret Nr. 7866 die Abtrennung von Quintero.

## Bevölkerung
Laut der Volkszählung des Nationalen Statistikinstituts von 2002 hatte Puchuncaví 12.954 Einwohner; Davon lebten 11.099 (85,7 %) in städtischen Gebieten und 1855 (14,3 %) in ländlichen Gebieten. Damals waren es 6643 Männer und 6311 Frauen. Die Bevölkerung wuchs zwischen den Volkszählungen 1992 und 2002 um 21,5 % (2293 Personen). Im Jahr 2017 zählte man 18.546 Personen.

## Persönlichkeiten
- José Sabaj, Fußballspieler
- Daniel Castro (* 1994), Fußballspieler